# Agon (wedstrijd)
Een agon, Oudgrieks: ἀγών, agōn, strijd, wedstrijd of rivaliteit was in het oude Griekenland een wedstrijd in de sport of in de muziek. Agonistiek is de met het oog op wedstrijden bedreven gymnastiek. Voor Friedrich Nietzsche en Jacob Burckhardt vormde het het principe voor de Griekse cultuur: de agonale geest. Een persoon kan zijn vaardigheden in een georganiseerde wedstrijd perfectioneren en verbeteren, waarbij hij tegelijkertijd nuttig is voor de gemeenschap.
De Grieken onderscheiden drie soorten van agones, dus wedstrijden in de
- gymnastiek, in lichamelijke oefening
- paardensport, in paardrijden en wagenrennen
- muziek, poëzie en dans

De beroemdste agones waren de Olympische, Pythische, Nemeïsche en Isthmische Spelen, die samen ook de Panhelleense Spelen worden genoemd. Er zijn verder nog enkele agones georganiseerd, die maar korte tijd hebben bestaan, zoals de Ptolemaia en de Antinóeia.
De Griekse agones vonden sinds keizer Augustus veel navolging in het oude Rome en andere steden van het Romeinse Rijk. Zo stichtte keizer Nero naar het voorbeeld van de Olympische Spelen de vierjaarlijkse Neronia. Er werden tot ver in de klassieke oudheid de Capitolijnse agones georganiseerd, die in 86 n.Chr. door Domitianus waren gesticht, en het daarmee verbonden gebruik van de dichterkroning vond de middeleeuwen door navolging. Als personificatie van de wedkamp werd de agon als atleet met springgewichten voorgesteld.